# Печурский, Александр Алексеевич
Александр Алексеевич Печурский (род. 4 июня 1990, Магнитогорск, Челябинская область) — российский хоккеист, вратарь.

## Карьера
Воспитанник магнитогорского хоккея. Начал свою профессиональную карьеру в 2007 году в составе родного «Металлурга», выступая до этого за его фарм-клуб. В следующем году на драфте НХЛ он был выбран в 5 раунде под общим 150 номером клубом «Питтсбург Пингвинз». В середине сезона 2009/10 подписал контракт с клубом Западной хоккейной лиги «Трай-Сити Американс», который выбрал его на драфте Канадской хоккейной лиги в 1 раунде под общим 55 номером. 16 января 2010 года Печурский заключил пробное соглашение с «Питтсбургом», который в то время лишился обоих своих голкиперов (Марка-Андре Флёри и Брента Джонсона) из-за травм. В тот же день в матче против «Ванкувер Кэнакс» он дебютировал в НХЛ, на 25 минуте заменив своего партнёра, пропустившего пять шайб. Печурский стал первым российским голкипером в истории «Пингвинз», пропустив лишь одну шайбу, и став третьей звездой матча. Тем не менее, оставшуюся часть сезона Печурский провёл в WHL, где в 34 матчах заработал коэффициент надёжности 2.67.
Сезон 2010/11 также начал в составе «Американс», однако затем руководству клуба пришлось выставить его на драфт отказов, так как он не проходил в состав из-за ограничений по возрасту. 12 ноября Печурский подписал контракт с клубом Центральной хоккейной лиги «Миссисипи Ривер Кингз», где он сумел стать основным голкипером, проведя на площадке 42 матча. 25 января 2011 года заключил новое соглашение с «Питтсбургом», однако, так и не получив шанса вновь пробиться в НХЛ, 6 июня подписал двухлетний контракт с родным «Металлургом».
В самом начале сезона 2011/12 Печурский принял участие в четырёх матчах «Металлурга», однако после прихода в команду Ари Ахонена он стал третьим голкипером команды, после чего стал выступать в Молодёжной хоккейной лиге в составе клуба «Стальные Лисы». 8 января 2012 года магнитогорский клуб заключил соглашение о сотрудничестве с клинским клубом ВХЛ «Титан», куда в тот же день и был отправлен Печурский. В июне 2012 года было подписано соглашение о сотрудничестве с клубом «Южный Урал» из Орска, где Печурский отыграл один сезон, после чего был возвращён в «Металлург». В сезоне 2013/14 в составе «Металлурга» стал обладателем Кубка Гагарина, проведя за сезон 8 игр. В сезоне 2014/2015 провел 9 игр за «Металлург», одержав в них всего две победы, и не за несколько дней до дедлайна был обменян в хабаровский «Амур» на вратаря Алексея Мурыгина.

### В сборной
В составе юниорской сборной России Александр Печурский принимал участие в чемпионатах мира 2007 и 2008 годов, на которых он завоевал золотые и серебряные награды, проведя на площадке, в общей сложности, 8 матчей с коэффициентом надёжности 3.28.

## Достижения
- Чемпион мира среди юниоров 2007.
- Серебряный призёр юниорского чемпионата мира 2008.
- Обладатель Кубка Гагарина 2014.
- Чемпион России 2014

## Статистика выступлений
Последнее обновление: 25 февраля 2015 года

### Международная
| Турнир   | Место | Игр | М   | ПШ | «0» | КН   |
| -------- | ----- | --- | --- | -- | --- | ---- |
| ЮЧМ-2007 |       | 3   | 77  | 5  |     | 3.92 |
| ЮЧМ-2008 |       | 5   | 216 | 11 |     | 3.06 |